# Zygothrica florinjecta
Zygothrica florinjecta är en tvåvingeart som beskrevs av David Grimaldi 1987. Zygothrica florinjecta ingår i släktet Zygothrica och familjen daggflugor.
Artens utbredningsområde är Colombia. Inga underarter finns listade i Catalogue of Life.